# Art Prud'Homme
Joseph Arthur Prud'Homme (Ottawa, 12 marzo 1898 – Athabasca, 7 gennaio 1978) è stato un pugile canadese.

## Palmarès

### Olimpiadi
- Argento a Anversa 1920 nei pesi medi.